# FK Radnički Niš
Maillots
Actualités
Le Fudbalski Klub Radnički Niš (en serbe : Фудбалски Клуб Рaднички Ниш), plus couramment abrégé en Radnički Niš, est un club serbe de football fondé en 1923 et basé dans la ville de Niš.

## Historique
Auparavant, le club se nommait 14 Oktobar Niš. 
Le club a participé à trois reprises à la Coupe UEFA, avec pour meilleur résultat une demi-finale disputée lors de l'édition 1981-1982.

## Bilan sportif

### Palmarès
| Compétitions nationales                                                                                     | Compétitions internationales                                                                                 | Anciennes compétitions                                                 |
| --- | --- | ---------------------------------------------------------------------- |
| - Championnat de Serbie : - Vice-champion : 2018-19. - Championnat de Serbie D2 (2) : - Champion : 2011-12. | - Coupe des Balkans (1) : - Vainqueur : 1975. - Finaliste : 1989. - Coupe UEFA : - Demi-finaliste : 1981-82. | - Championnat de Yougoslavie D2 (2) : - Champion : 1985-86 et 2001-02. |

### Bilan par saison
| Saison    | Championnat | Championnat | Championnat | Championnat | Championnat | Championnat | Championnat | Championnat | Championnat | Championnat | Coupe de Serbie     |
| Saison    | Division    | Pos         | Pts         | J           | V           | N           | D           | BP          | BC          | Diff        | Coupe de Serbie     |
| --------- | ----------- | ----------- | ----------- | ----------- | ----------- | ----------- | ----------- | ----------- | ----------- | ----------- | ------------------- |
| 2006-2007 | 2e          | 10e         | 55          | 38          | 14          | 13          | 11          | 45          | 35          | +10         | Huitièmes de finale |
| 2007-2008 | 2e          | 14e         | 43          | 34          | 11          | 10          | 13          | 29          | 31          | -2          | Huitièmes de finale |
| 2008-2009 | 3e Est      | 1er         | 69          | 28          | 21          | 6           | 1           | 59          | 16          | +46         | Seizièmes de finale |
| 2009-2010 | 2e          | 15e         | 41          | 34          | 9           | 14          | 11          | 33          | 35          | -2          | —                   |
| 2010-2011 | 3e Est      | 1er         | 63          | 30          | 19          | 6           | 5           | 55          | 21          | +34         | Tour préliminaire   |
| 2011-2012 | 2e          | 1er         | 67          | 34          | 20          | 7           | 7           | 52          | 28          | +24         | Seizièmes de finale |
| 2012-2013 | 1re         | 12e         | 34          | 30          | 9           | 7           | 14          | 30          | 44          | -44         | Seizièmes de finale |
| 2013-2014 | 1re         | 6e          | 43          | 30          | 10          | 13          | 7           | 28          | 22          | +6          | Huitièmes de finale |
| 2014-2015 | 1re         | 9e          | 37          | 30          | 9           | 10          | 11          | 25          | 31          | -6          | Quarts de finale    |
| 2015-2016 | 1re         | 5e          | 57          | 37          | 16          | 9           | 12          | 40          | 35          | +5          | Quarts de finale    |
| 2016-2017 | 1re         | 5e          | 54          | 37          | 15          | 9           | 13          | 47          | 46          | +1          | Seizièmes de finale |
| 2017-2018 | 1re         | 3e          | 62          | 37          | 18          | 8           | 11          | 63          | 51          | +12         | Seizièmes de finale |
| 2018-2019 | 1re         | 2e          | 85          | 37          | 25          | 10          | 2           | 71          | 30          | +41         | Demi-finales        |
| 2019-2020 | 1re         | 5e          | 52          | 30          | 16          | 4           | 10          | 51          | 37          | +14         | Quarts de finale    |
| 2020-2021 | 1re         | 13e         | 49          | 38          | 13          | 10          | 15          | 37          | 39          | -2          | Huitièmes de finale |
| 2021-2022 | 1re         | 4e          | 51          | 37          | 12          | 15          | 10          | 40          | 39          | +1          | Huitièmes de finale |
| 2022-2023 | 1re         | 13e         | 35          | 37          | 9           | 8           | 20          | 37          | 61          | -24         | Quarts de finale    |

Légende
- Vainqueur de la compétition.
- Finaliste ou vice-champion de la compétition.
- Troisième de la compétition.
- Promotion en division supérieure.
- Relégation en division inférieure.

### Bilan européen
Note : dans les résultats ci-dessous, le score du club est toujours donné en premier.
| Saison                         | Compétition                    | Tour                           | Club                           | Domicile                       | Extérieur                      | Total                          |
| Représentant de la Yougoslavie | Représentant de la Yougoslavie | Représentant de la Yougoslavie | Représentant de la Yougoslavie | Représentant de la Yougoslavie | Représentant de la Yougoslavie | Représentant de la Yougoslavie |
| ------------------------------ | ------------------------------ | ------------------------------ | ------------------------------ | ------------------------------ | ------------------------------ | ------------------------------ |
| 1980-1981                      | Coupe UEFA                     | 32es de finale                 | LASK Linz                      | 4 - 1                          | 2 - 1                          | 6 - 2                          |
| 1980-1981                      | Coupe UEFA                     | Seizièmes de finale            | Beroe Stara Zagora             | 2 - 1                          | 1 - 0                          | 3 - 1                          |
| 1980-1981                      | Coupe UEFA                     | Huitièmes de finale            | AZ Alkmaar                     | 2 - 2                          | 0 - 5                          | 2 - 7                          |
| 1981-1982                      | Coupe UEFA                     | 32es de finale                 | SCC Naples                     | 0 - 0                          | 2 - 2                          | 2E - 2                         |
| 1981-1982                      | Coupe UEFA                     | Seizièmes de finale            | Grasshoppers Zurich            | 2 - 0 ap                       | 0 - 2                          | 2 - 2 (3 - 0 tab)              |
| 1981-1982                      | Coupe UEFA                     | Huitièmes de finale            | Feyenoord Rotterdam            | 2 - 0                          | 0 - 1                          | 2 - 1                          |
| 1981-1982                      | Coupe UEFA                     | Quarts de finale               | Dundee FC                      | 3 - 0                          | 0 - 2                          | 3 - 2                          |
| 1981-1982                      | Coupe UEFA                     | Demi-finales                   | Hambourg SV                    | 2 - 1                          | 1 - 5                          | 3 - 6                          |
| 1983-1984                      | Coupe UEFA                     | 32es de finale                 | FC Saint-Gall                  | 3 - 0                          | 2 - 1                          | 5 - 1                          |
| 1983-1984                      | Coupe UEFA                     | Seizièmes de finale            | Inter Bratislava               | 4 - 0                          | 2 - 3                          | 6 - 3                          |
| 1983-1984                      | Coupe UEFA                     | Huitièmes de finale            | Hajduk Split                   | 0 - 2                          | 0 - 2                          | 0 - 4                          |
| Représentant de la Serbie      |                                |                                |                                |                                |                                |                                |
| 2018-2019                      | Ligue Europa                   | Premier tour Q                 | Gżira United                   | 4 - 0                          | 1 - 0                          | 5 - 0                          |
| 2018-2019                      | Ligue Europa                   | Deuxième tour Q                | Maccabi Tel-Aviv               | 2 - 2                          | 0 - 2                          | 2 - 4                          |
| 2019-2020                      | Ligue Europa                   | Premier tour Q                 | Flora Tallinn                  | 2 - 2                          | 0 - 2                          | 2 - 4                          |
| 2022-2023                      | Ligue Europa Conférence        | Deuxième tour Q                | Gżira United                   | 3 - 3 ap                       | 2 - 2                          | 5 - 5 (1 - 3 tab)              |

Légende
- Victoire ou qualification pour le tour suivant
- Match nul
- Défaite ou élimination de la compétition

## Personnalités du club

### Présidents
- Ivica Tončev

### Entraîneurs
| - Aleksandar Atanacković (1954 - 1955) - Dimitrije Guburevac (1955 - 1959) - Miodrag Petrović (1959 - 1960) - Janko Zvekanović (1960 - 1961) - Miroslav Glišović (1962 - 1963) - Abdullah Gegiç (1963 - 1964) - Dušan Nenković (1964 - 1965) - Dragoljub Milošević (1965 - 1966) - Miroslav Glišović (1966 - 1967) - Ratomir Čabrić (1967 - 1968) - Miroslav Glišović (1968 - 1969) - Slavko Videnović (1970 - 1971) - Dušan Varagić (1971 - 1972) - Miroslav Glišović (1972 - 1974) - Đorđe Kačunković (1974 - 1976) - Miroslav Glišović (1976 - 1977) - Josip Duvančić (1977 - 1979) - Dušan Nenković (1979 - 1982) - Ilija Dimovski (1982 - 1983) - Miroslav Glišović (1984) - Dušan Nenković (1985) - Milorad Janković (1985) - Josip Duvančić (1985 - 1986) - Zoran Čolaković (1986 - 1987) - Milan Živadinović (1987 - 1988) - Slobodan Halilović (1988 - 1989) - Dragan Pantelić (1989 - 1990) - Slobodan Halilović (1990 - 1992) - Nenad Cvetković (1992) | - Vladislav Nikolić (1992 - 1993) - Ljuborad Stevanović (1993) - Milovan Đorić (1993) - Milorad Janković (1993) - Zoran Banković (1993 - 1994) - Vladimir Milosavljević (1994) - Miodrag Stefanović (1994) - Josip Duvančić (1994 - 1996) - Slobodan Halilović (1996 - 1997) - Miodrag Stefanović (1997) - Mile Tomić (1997) - Miodrag Stojiljković (1997) - Vladislav Nikolić (1997 - 1998) - Miodrag Ješić (1998) - Boško Antić (1998) - Ilija Dimovski (1998 - 1999) - Radmilo Ivančević (1999) - Boris Bunjak (1999) - Zoran Čolaković (1999 - 2000) - Jovica Škoro (2000) - Zoran Milinković (2001) - Tomislav Manojlović (2002) - Boban Krstić (2002) - Zoran Milinković (2003) - Vladimir Jocić (2006) - Milenko Kiković (2006) - Slobodan Antonijević (2007 - 2008) - Vladislav Đukić (2008 - 2009) - Miodrag Stefanović (2009) | - Slavoljub Janković (2009) - Aleksandar Ilić (2009 - 2010) - Aleksandar Kuzmanović (2010) - Dragan Ilić (2011) - Zvonko Đorđević (2011) - Aleksandar Kuzmanović (2011 - 2012) - Aleksandar Ilić (2012 - 2013) - Saša Mrkić (2013) - Dragoljub Bekvalac (2013 - 2014) - Milan Milanović (2014) - Dragoslav Stepanović (2014) - Saša Mrkić (2014) - Milan Rastavac (2014 - 2017) - Peter Pacult (2017) - Ivan Jević (2017) - Milan Đuričić (2017 - 2018) - Boban Dmitrović (2018) - Dragan Antić (2018) - Nenad Lalatović (2018 - 2019) - Simo Krunić (2019) - Milorad Kosanović (2019 - 2020) - Radoslav Batak (2020) - Milan Đuričić (2020) - Vladimir Gaćinović (2020 - 2021) - Aleksandar Stanković (2021) - Nenad Lalatović (2021) - Aleksandar Stanković (2021) - Radomir Koković (2021 - ) |

### Anciens joueurs
- Slobodan Antić
- Milan Jovanović
- Vladan Kujović
- Slavoljub Nikolić
- Predrag Ocokoljić
- Dragan Pantelić
- Dejan Petković
- Jovan Stanković
- Dragan Stojković
- Nikola Ašćerić